# Thierno Youm
Pour les articles homonymes, voir Youm.
Thierno Youm est un footballeur sénégalais né le 17 avril 1960 à Rufisque (Sénégal). Il joue au poste d'ailier droit dans les années 1980.

## Biographie

### Carrière en club

#### Débuts au Sénégal
Né à Rufisque, Thierno Youm se fait remarquer dans les navétanes avec l'ASC Dorr Fap de Mérina. Il s'oriente vers une carrière de banquier à Dakar. Il rejoint le Jaraaf de Dakar à vingt ans, tout en poursuivant son activité. Il y remporte le doublé coupe-championnat en 1982, puis une nouvelle Coupe du Sénégal l'année suivante. En 1983 il est demi-finaliste de la Coupe des clubs champions africains avec le Jaraaf.

#### Stade lavallois
En 1984, il rejoint le championnat de France et le Stade lavallois, après avoir été découvert par Moussa Dabo, ancien joueur du club. Il perpétue à Laval la longue tradition des joueurs sénégalais, et retrouve Oumar Sène, son coéquipier en équipe nationale. Très rapide et technique bien qu'encore perfectible dans la finition, il s'impose sur l'aile droite de l'équipe Tango dès sa deuxième saison. Capable de raids de 40 mètres balle au pied, il est surnommé « la fusée », ou « la flèche ». Il connaît cependant quelques problèmes physiques qui lui font manquer une vingtaine de matches : fracture de l'orbite en 1984 puis pubalgie en 1985, enfin cheville douloureuse et traumatisme crânien en 1987. Sa dernière saison à Laval est la plus aboutie : associé à Ricky Owubokiri, il ne manque que quatre matches et inscrit neuf buts qui contribuent à la bonne neuvième place du club Tango. Il s'illustre particulièrement en décembre 1986 en inscrivant les deux buts d'une victoire mayennaise face à l'AS Monaco. Thierno Youm quitte Laval pour le FC Nantes en juin 1987, laissant le souvenir d'un joueur talentueux, mais fragile. Au total, il a disputé 74 matchs en Division 1 avec Laval.

#### FC Nantes
Peu après son arrivée à Nantes il doit subir deux interventions chirurgicales au genou droit en raison d'une esquille. Sa fragilité devient alors inquiétante mais il retrouve tous ses moyens et réalise un excellent parcours pendant deux ans, inscrivant notamment seize buts lors de la saison 1988-1989. Son entraîneur Miroslav Blažević dit alors de lui qu'il est « le joueur le plus doué qu'il connaisse » et lui laisse une totale liberté pour exprimer son inspiration créatrice. Son année 1990 est plus difficile : il est de nouveau victime de blessures à la cheville en mars et septembre, et manque six mois de compétition. En 1992, le FC Nantes fait face à d'importantes difficultés financières et frôle la rétrogradation administrative. Il se sépare alors de nombreux joueurs, dont Youm. En cinq saisons au FC Nantes il a joué 159 matches et marqué 37 buts.

#### Fin de carrière
Thierno Youm retourne alors sur le continent africain et s'engage à l'Espérance sportive de Tunis pour une saison, où il remporte le championnat. Il dispute ensuite une dernière saison en France, au SCO Avignon, en division d'honneur. En janvier 2004 il est recruté par l'US Thouaré en DRS.

### En sélection nationale
Youm est international sénégalais pendant près de dix ans. Avec la génération des Jules Bocandé et Roger Mendy il qualifie le Sénégal pour la Coupe d'Afrique des nations en 1986, après 18 ans d'absence. Le 7 mars 1986, il inscrit le seul but du match d'ouverture de la CAN 1986, face à l'Égypte, pays hôte et futur vainqueur de la compétition. Le Sénégal est cependant éliminé au premier tour. En décembre 1986, il participe au jubilé de Saar Boubacar. Youm dispute une nouvelle CAN en 1992 sous les ordres de Claude Le Roy. À domicile, les Sénégalais sont éliminés en quart de finale par le Cameroun.

### Reconversion
Il devient adjoint au maire de Rufisque de 1995 à 2000 et y fonde une école de football à la fin des années 1990, en partenariat avec un centre de formation professionnelle.
À partir de 2004 il travaille à la fédération nationale des Caisses d'épargne et vit à Courbevoie près de Paris. En 2007 il est ambassadeur pour la Caisse d'épargne sur le programme de co-développement et d'installation dans les pays émergents d'Afrique de l'Ouest.

## Carrière
- 1980-1984 :   ASC Diaraf
- 1984-1987 :   Stade lavallois
- 1987-1992 :   FC Nantes
- 1992-1993 :   Espérance sportive de Tunis
- 1994-1995 :   SCO Avignon

## Palmarès
- Champion du Sénégal en 1982 avec l'ASC Diaraf
- Vainqueur de la Coupe du Sénégal en 1982 et 1983 avec l'ASC Diaraf
- Champion de Tunisie en 1993 avec l'Espérance sportive de Tunis